# Ludovico Savioli
Ludovico Savioli, né le 22 août 1729 à Bologne et mort le 1er septembre 1804 dans la même ville, est un poète italien.

## Biographie
Né à Bologne en 1729, il annonça de bonne heure ses heureuses dispositions pour la poésie, dont rien ne semblait devoir le distraire, lorsque, mécontent des réformes que le cardinal Boncompagni essaya d’introduire dans cette ville et qui tendaient à l’abaissement des familles privilégiées, il se rangea du côté des opposants et fut au nombre des sénateurs disgraciés sous le gouvernement papal. Plus docile du temps de la République cispadane, il en devint l’un des députés envoyés à Paris pour traiter avec le directoire. Il parut ensuite aux comices de Lyon, où il se déclara pour le parti dominant ; et après avoir été proclamé membre du corps législatif à Milan, il accepta la place de professeur de diplomatie à l’Université de Bologne. Quelques poésies publiées dans sa jeunesse sous le titre d’Amori eurent un tel succès, que toutes les presses de l’Italie furent en mouvement pour en multiplier les éditions. Ce recueil se compose de chansons anacréontiques, bien dignes de ce nom par le ton délicat et voluptueux qui y règne d’un bout à l’autre. Aspirant à la réputation d’historien, après avoir mérité celle de poète, Savioli avait entrepris une traduction de Tacite et la rédaction des Annali Bolognesi, que sa mort, arrivée le 1er septembre 1804, ne lui a point permis de terminer.

## Œuvres
- Amori, plusieurs éditions, dont les plus recherchées sont celles de Bodoni, 1795, in-4° et in-16, et 1802, in-4° ;
- Annali Bolognesi, quatre parties en deux gros volumes, in-4°, Bassano, 1784. Elles commencent à l’année 363 de Rome et ne vont pas plus loin que l’an 1220 de Jésus-Christ. La première partie, qui doit être regardée comme une introduction de l’ouvrage, et qui se termine avec la mort de la comtesse Mathilde, arrivée en 1115, est traitée avec peu de développement et de détails. La seconde époque s’ouvre par un événement important dans l’histoire moderne, c’est-à-dire par l’éclat que jeta, au commencement du 12e siècle, l’Université de Bologne, grâce aux travaux d’Irnerius ou Warnerius, qui y fonda une nouvelle école de jurisprudence. Chaque partie des Annali Bolognesi est suivie d’un volume de documents tirés des archives d’Italie.
- Tacito, traduction italienne, avec le texte, Parme, Bodoni, 1804, in-4°, le premier volume seulement.

### Sources
- « Ludovico Savioli », dans Louis-Gabriel Michaud, Biographie universelle ancienne et moderne : histoire par ordre alphabétique de la vie publique et privée de tous les hommes avec la collaboration de plus de 300 savants et littérateurs français ou étrangers, 2e édition, 1843-1865 [détail de l’édition]